# Wanted Corp.
Wanted Corp. est un jeu vidéo d'action développé et édité par Eko Software, sorti en 2011 sur Windows, PlayStation 3 et PlayStation Vita.